# 穆然磨坊
43°21′N 7°00′E / 43.35°N 7.00°E
穆然磨坊（法語：Le Moulin de Mougins）是一家位於法國穆然的餐廳，是由法國料理主廚的羅傑·韋爾奇創業之作。

## 歷史沿革
穆然磨坊羅傑·韋爾奇創業於1969年，次年就得到了米其林指南一顆星評鑑，1972年在獲得兩顆星評鑑，再隔兩年的1974年，穆然磨坊拿到三顆星評鑑。
羅傑·韋爾奇在這裡經營超過30個年頭，當中培訓過九星主廚艾伦·杜卡斯、帕特里克·勒諾特（法語：Patrick Lenôtre），直到2003年退休離開廚房，將穆然磨坊傳承給阿蘭·洛爾卡（法語：Alain Llorca）。，2009年塞巴斯蒂安·尚布呂（法語：Sébastien Chambru）接替主廚位置，來此之前，塞巴斯蒂安·尚布魯於2007年獲得法國最佳工匠獎的肯定。